# François Daviet de Foncenex
François de Daviet Foncenex, ou Pierre-François-Marie de Daviet Foncenex (Thonon-les-Bains, 1734 — Casale Monferrato, 1798), foi um matemático e militar italiano.